# Caulibugula binata
Caulibugula binata is een mosdiertjessoort uit de familie van de Bugulidae. De wetenschappelijke naam van de soort is voor het eerst geldig gepubliceerd in 1985 door Liu.